# Грязной, Тимофей Васильевич
Тимофей Васильевич Грязной (? — † 1612)  — голова, воевода в царствование Фёдора Ивановича, Бориса Годунова, видный деятель Смутного времени, окольничий. 
Единственный сын видного деятеля опричнины, приближённого царя Ивана IV Васильевича Грозного —  Василия Григорьевича Грязнова.

## Биография
Дворянин, служил из выбора (1577). Послан с войском под Дедилов, где в сражении разбил войска крымского хана и привёл в Москву 500 человек пленных (1593). Подписал грамоту об избрании на царство Бориса Годунова, в чине московского дворянина. (1598). Послан в Данию (1600). В качестве пристава отвозил в ссылку князя Ивана Сицкого (1601). Полковой голова в Смоленске (1604-1605). Полковой воевода в Мещовске (1608). Принял участие в заговоре Григория Сумбулова против царя Василия Шуйского (1609). Благодаря энергичному противодействию патриарха Гермогена, заговор провалился и Григорий Сумбулов и Тимофей Васильевич бежали в Тушинский лагерь к Лжедмитрию II. Когда русские тушинцы послали к король Польши Сигизмунду III, находившемуся под Смоленском, просить на московский престол королевича Владислава, то Тимофей Васильевич находился среди членов посольства, прибывшего к Сигизмунду III (27 января 1610). Король Сигизмунд в жалованной грамоте (от 21 сентября 1610) перечислил всех тушинских посланцев "которые приехали и начали служить ему прежде всех": Михаил Глебович Салтыков с сыном своим Иваном, князь Василий Мосальский, князь Юрий Хворостинин, Никита Вельяминов, Михаил Молчанов, князь Фёдор Мещерский, Лев Плещеев, Иван Грамотин, Фёдор Андронов, Иван Чичерин, Степан Соловетцский, Евдоким Витовтов, Фёдор Апраксин, Василий Юрьев и Тимофей Васильевич Грязной. Получил вместе с сыновьями грамоту короля Сигизмунда III на вотчины и поместья. Земли в размере 500 четвертей выпросил у короля в Архангельской волости Ярославского уезда, неверно указав на них, как на "порозжие". Пожалован Сигизмундом III в окольничие, которого был лишён при освобождении Москвы от поляков. Позже переходит опять на московскую службу в чине московского дворянина, с окладом данным при царе Василии Шуйском в 700 четвертей и 60 рублей. Назначен начальником Монастырского приказа (1610). Владел землями в Угличском уезде, ранее отобранные за измену (всего 29 населённых пунктов) и переданные впоследствии постельничему Кузьме Осиповичу Безобразову по грамоте (02 мая 1615). Умер Тимофей Васильевич († 1612).

## Семья
- Сын: Борис Тимофеевич — московский комнатный дворянин (1610), стряпчий с платьем (1612), Новгород Северский ловчий, крупнейший землевладелец в Северщине и  Черниговщине, в отписке Рыльского воеводы, князя Василия Ромодановского назван "изменником" (1634). Женат на дочери Мозырского земского судьи Екатерине Давыдовне Лоска (Лозчанка), которая получила от гетмана Богдана Хмельницкого универсал на свои маетности (13 июня 1657).
- Сын: Василий Тимофеевич — получил от Сигизмунда III вотчину (1611), стольник (1627-1648). ставил явства при приёме Государём литовских послов (1635), воевода в Воронеже (1646-1648).